# Novi Plamen
Novi Plamen socijalistički je časopis za politička, društvena i kulturna pitanja koji okuplja ljevičare iz Hrvatske, Bosne i Hercegovine, Srbije i ostalih zemalja iz bivše SFR Jugoslavije. Izdavač je Demokratska misao iz Zagreba. Časopis se prodaje na većim kioscima u Hrvatskoj, a glavni urednici su mu Filip Erceg, Mladen Jakopović (pseudonim Daniel Jakopovich), Ivica Mladenović i profesor Goran Marković.

## Savjet časopisa
Savjet časopisa uključuje istaknute svjetske i regionalne lijeve intelektualce i javne ličnosti, poput Noama Chomskog, Slavoja Žižeka, Kena Coatesa, Davida Graebera, Michaela Alberta, John McDonnella, Catherine Samary i Jeana Zieglera. Poznati članovi Savjeta iz regije uključuju potpredsjednika hrvatske vlade Slobodana Uzelca, bivšeg hrvatskog ministra kulture, saborskog zastupnika i filozofa Antuna Vujića, hrvatskog saborskog zastupnika Milorada Pupovca, novinara Inoslava Beškera, predsjednika Hrvatskog društva pisaca Velimira Viskovića, predsjednice hrvatskog PEN kluba Nadežde Čačinovič, pisce Slobodana Šnajdera i Predraga Matvejevića (koji je potpredsjednik Internacionalnog PEN centra), bivše BiH ministre Marka Oršolića i Dragoljuba Stojanova, sociologa Bogdana Denitcha, glumca Josipa Pejakovića, profesora filozofije Ljubomira Cuculovskog, filozofa Miodraga Živanovića i druge.

## Suradnici
Poznatiji publicisti i javne ličnosti koje su objavljivale u Novom Plamenu su, među ostalima, hrvatski predsjednik Ivo Josipović, Slavoj Žižek, Igor Mandić, Todor Kuljić, don Ivan Grubišić, Drago Pilsel, Branko Ilić, Ljubo Jurčić, Srećko Pulig, Rastko Močnik, Sonja Lokar, Antun Vujić,  Inoslav Bešker i dr.

## Vanjske poveznice
- Ex-Yugoslavia: A New Progressive Voice, by Dan Jakopovich  Arhivirana inačica izvorne stranice od 29. rujna 2007. (Wayback Machine)
- (hrv.) Službena stranica Novog Plamena  Arhivirana inačica izvorne stranice od 3. kolovoza 2011. (Wayback Machine)